# Terrasse-Vaudreuil
Terrasse-Vaudreuil ist eine Gemeinde im Südwesten der kanadischen Provinz Québec. Sie liegt in der Verwaltungsregion Montérégie, etwa 35 Kilometer westlich des Zentrums von Montreal. Terrasse-Vaudreuil gehört zur regionalen Grafschaftsgemeinde (municipalité régionale du comté) Vaudreuil-Soulanges, hat eine Fläche von 1,06 km² und zählt 1986 Einwohner (Stand: 2016).

## Geographie
Das Gemeindegebiet von Terrasse-Vaudreuil liegt an der nordwestlichen Spitze der Île Perrot. Diese Insel im Hochelaga-Archipel wird von zwei Mündungsarmen des Ottawa umflossen. Zum Gemeindegebiet gehören auch mehrere kleine vorgelagerte Inseln im Lac des Deux Montagnes. Nachbargemeinden auf der Insel sind L’Île-Perrot im Osten und Pincourt im Süden. Jenseits des westlichen Mündungsarms des Ottawa River liegt die Gemeinde Vaudreuil-Dorion.

## Geschichte
Jean Talon, der erste Intendant von Neufrankreich, übertrug die Insel im Jahr 1672 als Seigneurie an den Offizier François-Marie Perrot, den damaligen Gouverneur von Montreal. 1855 erfolgte die Gründung der Kirchgemeinde Sainte-Jeanne-Chantal-de-l’Isle-Perrot, welche die gesamte Insel umfasste. Die nordwestliche Spitze blieb aber noch fast ein Jahrhundert lang unüberbaut. 1945 wurden 80 Parzellen für den Bau von Häusern erschlossen, drei Jahre später waren es bereits 250 Parzellen. 1952 erfolgte die Gründung der Gemeinde Terrasse-Vaudreuil. Der Name ist einerseits ein Hinweis auf die terrassenartige Geländeform, andererseits auf die Lage gegenüber der Stadt Vaudreuil-Dorion. Seit 2000 ist die Gemeinde Mitglied des Gemeindeverbandes Communauté métropolitaine de Montréal.

## Bevölkerung
Gemäß der Volkszählung 2011 zählte Terrasse-Vaudreuil 1971 Einwohner, was einer Bevölkerungsdichte von 1895 Einw./km² entspricht. 67,2 % der Bevölkerung gaben Französisch als Hauptsprache an, der Anteil des Englischen betrug 22,4 %. Als zweisprachig (Französisch und Englisch) bezeichneten sich 2,0 %, auf andere Sprachen und Mehrfachantworten entfielen 8,4 %. Ausschließlich Französisch sprachen 23,7 %. Im Jahr 2001 waren 79,4 % der Bevölkerung römisch-katholisch, 10,1 % protestantisch und 7,4 % konfessionslos.

## Verkehr
Der südlichen Gemeindegrenze entlang verläuft die Autoroute 20, die Autobahn zwischen Montreal und Toronto. Über die Pont Taschereau erreicht diese die Nachbargemeinde Vaudreuil-Dorion. Parallel zur Autobahn verlaufen zwei doppelspurige Eisenbahnstrecken der Canadian National Railway und der Canadian Pacific Railway, mit je einer separaten Brücke über den Ottawa River. Terrasse-Vaudreuil teilt sich mit Pincourt einen Bahnhof an der exo-Vorortseisenbahnlinie, die vom Montrealer Bahnhof Lucien-L’Allier nach Vaudreuil-Dorion und Hudson führt. Die Feinerschließung auf der Insel übernehmen mehrere exo-Buslinien.